# Władysław Zdunek
Władysław Zdunek, ps. „Władek”, „Walter”, „Calij”, „Ziemba”, „Michał” (ur. 6 sierpnia 1903 w Podlodówku, zm. 7 listopada 1976) – polski działacz komunistyczny i partyjny, oficer Armii Ludowej, od lipca do grudnia 1944 I sekretarz Komitetu Wojewódzkiego Polskiej Partii Robotniczej w Warszawie, poseł do Krajowej Rady Narodowej.

## Życiorys
Syn średniorolnego gospodarza Michała, zastrzelonego w 1905 przez grupy rewolucyjne. Uczył się w szkole powszechnej w Rudnie i gimnazjum humanistycznym w Lubartowie (matura w 1923). Walczył w wojnie polsko-bolszewickiej w Bitwie Warszawskiej, później od 1924 służył w wojsku w ramach 2 Pułk Artylerii Ciężkiej w Chełmie. Działał w Niezależnej Partii Chłopskiej, a po jej rozwiązaniu od 1927 do 1931 w Zjednoczeniu Lewicy Chłopskiej „Samopomoc” (m.in. jako sekretarz zarządu wydziału młodzieżowego). Równocześnie od 1926 członek do Komunistycznej Partii Polski, był członkiem Komitetu Centralnego Związku Młodzieży Komunistycznej oraz Wydziału Rolnego przy KC KPP. Zasiadał w radach gminnych i powiatowej, m.in. w gminach Rudno i Michów. Z powodu działalności komunistycznej poddawany obserwacji i zatrzymaniom, kilkukrotnie skazywany na kary pozbawienia wolności, w tym w latach 30. na 8 lat ciężkiego więzienia. Zwolniony we wrześniu 1939.
Po wybuchu wojny pracował w spółdzielni „Bazar Poleski”, w 1940 ewakuowany w głąb ZSRR do miejscowości Maniewicze. W 1941 przeniósł się do Kowla, gdzie pracował w ogrodzie. Na początku 1944 aresztowany przez Niemców, zbiegł z transportu do obozu KL Majdanek. Po kilku dniach ukrywania się w lesie dołączył do oddziałów Armii Ludowej, oddelegowany do pracy w Sztabie Okręgu Lubelskiego AL, został oficerem polityczno-oświatowym. Został członkiem Polskiej Partii Robotniczej, wszedł w skład Lubelskiej Wojewódzkiej Rady Narodowej oraz został delegatem Komitetu Obwodowego PPR. Pod koniec lipca 1944 (formalnie od 5 sierpnia 1944) objął stanowisko I sekretarza Komitetu Obwodowego (następnie Wojewódzkiego) Polskiej Partii Robotniczej w Lublinie (faktycznie kierował pracami dopiero od października tegoż roku). W grudniu 1945 odsunięty na stanowisko II sekretarza ds. akcji przesiedleńczej, a latem 1945 – do Komitetu Wojewódzkiego w Gdańsku na stanowisko kierownika Wydziału Propagandy. W 1947 usunięty z KW wskutek konfliktu z innymi działaczami oraz romansu ze współpracowniczką Armii Krajowej. Jednocześnie od 31 grudnia 1944 należał do Krajowej Rady Narodowej na wniosek PPR.
W 1947 odsunięty od pracy partyjnej, przeniósł się do Świdnicy początkowo do Dolnośląskiego Zjednoczenia Cukrowniczego, potem do Spółdzielni Rzeźniczo-Wędliniarskiej. W czerwcu 1948 usunięty z PPR, powrócił na Lubelszczyznę. Pracował jako dyrektor bazy roszarniczej lnu w Trawnikach, inspektor w Delegaturze Zjednoczenia Spółdzielczości Pracy, kierownik w Spółdzielni Pracy Robót Lądowo-Inżynierskich „Dźwignia” oraz Państwowego Funduszu Ziemi przy WRN w Lublinie. We wrześniu 1956 zrehabilitowany i przyjęty do PZPR. Już w kolejnym roku usunięty z niej, gdyż jako sekretarz zarządu okręgowego Związku Bojowników o Wolność i Demokrację popierał przyjmowanie członków organizacji konspiracyjnych działających po wyzwoleniu oraz utrudniał działalność Urzędu Bezpieczeństwa. W kolejnych latach pracował w przedsiębiorstwach zależnych od ZBOWiD z branży rolniczej i budowlanej. W 1962 został starszym inspektorem Powiatowej Komisji Planowania Gospodarczego przy Prezydium PRN w Lublinie, później w Centralnym Zarządzie Uzdrowisk.
W tym okresie wielokrotnie zmieniał pracę m.in. na skutek represji oraz popadania w konflikty z innymi działaczami. Od 1945 aż do śmierci regularnie poddawany inwigilacji przez UB, podejrzewano go o wewnątrzpartyjne spiskowanie oraz kontakty ze środowiskami konspiracji i opozycji (zwłaszcza Armii Krajowej, Zrzeszenia Wolność i Niezawisłość oraz organizacji Ruch). Pomimo negatywnego stosunku do elit komunistycznych w PRL i ZSRR wiązał nadzieje z dojściem Nikity Chruszczowa do władzy licząc na rozprawienie się z darzonymi przezeń niechęcią Żydami. Pod koniec życia mieszkał w Warszawie, przebywając na rencie chorobowej.
Pochowany na cmentarzu komunalnym przy ul. Białej w Lublinie.